# Mucsfa
Mucsfa es un pueblo ubicado en el distrito de Bonyhád, en el condado de Tolna, Hungría.

## Superficie
Posee una superficie de 12,75 kilómetros cuadrados.

## Demografía
Hasta 2024 la población era de 289 habitantes, con una densidad de población de 22,67 habitantes por kilómetro cuadrado.